# Мультикультурализм в Канаде

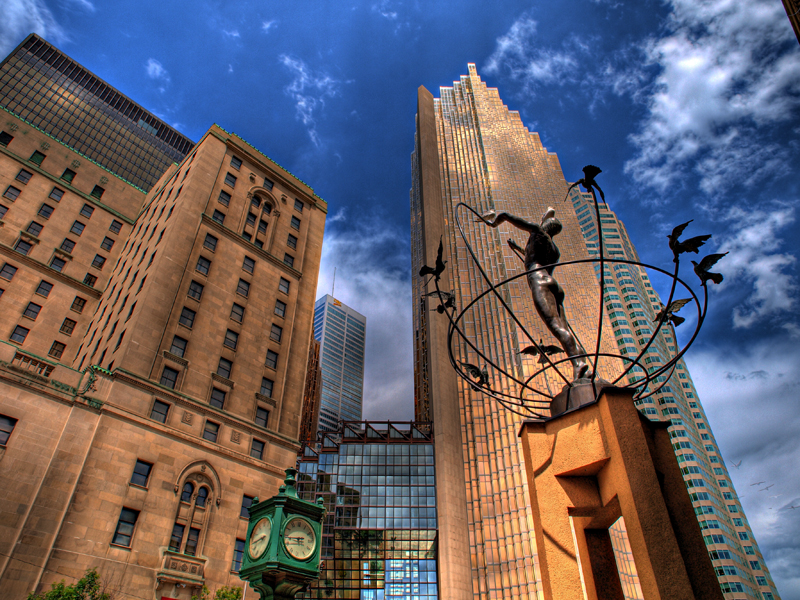
«Монумент мультикультурализму» Франциско Пирелли в Торонто

Канадский мультикультурализм — политика канадского государства, направленная на сохранение и развитие культурных особенностей каждой национальности в обществе. Иммиграция играет огромную роль в развитии страны. По переписи 2011 г. 20, 6 % (6 775 800 чел.) от общей численности населения являются иммигранты. Канада — лидер в области приема иммигрантов среди стран G7.

## Возникновение
Сам термин «мультикультурализм» появился в Канаде в 60-х. гг. XX в. Тогда это понятие сводилось к билингвизму или политике двуязычия, которая должна была устранить острые противоречия между англоязычным и франкоязычным сообществами страны. В некоторых слоях общества, считавших, что Канада была основана не двумя нациями и важную роль сыграло коренное население, возникло недовольство. Оно было учтено интернационалистским правительством либералов, возглавляемым Пьером Трюдо. В октябре 1971 г. мультикультурализм стал официальной идеологией канадской политики, проводившейся под лозунгом «Одна нация, два языка, много народов и культур». В 1972 г. был создан специальный директорат по мультикультуризму, и до середины 1990-х г. в состав правительства входил министр, ответственный за решение мультикультурных проблем. В Акте о мультикультурализме 1988 г. мультикультурная ориентация окончательно закоренилась в официальной политике Канады. В последнем пункте преамбулы акта говорилось, что «правительство Канады рассматривает расовое, национальное, этническое разнообразие канадцев, разнообразие по цвету кожи и религиозным убеждениям как фундаментальную особенность канадского общества и проводит политику мультикультурализма, направленную на сохранение и развитие мультикультурного наследия канадцев в процессе достижения канадцами равных возможностей в экономической, социальной, культурной и политической сферах жизни Канады». Государство отвергло американскую политику ассимиляции, известную также как «плавильный котел», и взяло курс на построение культурно мозаичного общества.

## Содержание
Мультикультурная политика Канады сводилась к сохранению культурного наследия национальных меньшинств, выравниванию межгрупповых отношений путём борьбы с расизмом и предоставлении всем национальностям равных возможностей. Её основой стал принцип, известный еще со времен Великой Французской революции, — «нет нации места в нации». Специальная научная комиссия, несколько лет проводившая исследования, выработала главную цель канадского мультикультурализма — это создание общеканадской идентичности с одновременным сохранением культурного разнообразия населения.

## Проблемы
Канадское общество столкнулось с характерными для полиэтнического государства трудностями:
- Каждая этническая группа имеет свою культуру, свою историю и по-своему оценивает свою значимость для Канады, что в итоге находит свою выражение в перераспределении властных полномочий.
- Англоканадцы, франкоканадцы и аборигены имеют четкую территориальную локализацию, что накладывает на адаптацию прочих национальных групп особый отпечаток.
- Развитию отношений между различными культурами мешает сложный географический ландшафт страны.

Также, такая крупная национальная общность как франкоканадцы не желает следовать политике мультикультурализма, рассматривая иммигрантов в качестве угрозы своей культуры и языку.